# Solemya atacama
Solemya atacama is een tweekleppigensoort uit de familie van de Solemyidae. De wetenschappelijke naam van de soort is voor het eerst geldig gepubliceerd in 1984 door Kuznetzov & Schileyko.